# قصر مسكون (فلم)
قصر مسكون هو فيلم كوميدي أمريكي خارق للطبيعة من إخراج جاستن سيمين من سيناريو كاتي ديبولد، وبطولة روزاريو دوسن، ولاكيث ستانفيلد، وأوين ويلسون، وتيفاني هاديش، وجاريد ليتو، وداني ديفيتو، وجيمي لي كرتيس. الفيلم الذي أنتجته والت ديزني هو ثاني فيلم مسرحي مقتبس عن والت ديزني التي تحمل الاسم نفسه، بعد فيلم عام 2003.
من المقرر إطلاق فيلم قصر مسكون في الولايات المتحدة في 10 مارس 2023.

## القصة
أم عزباء تدعى جابي وابنها البالغ من العمر 9 سنوات، اللذان يتطلعان لبدء حياة جديدة، ينتقلان إلى قصر ميسور التكلفة في مدينة نيو أورلينز، فقط ليكتشفوا أن المكان أكثر أخطر مما كانوا يتوقعون. في محاولة يائسة للحصول على المساعدة، اتصلوا بقسيس، والذي بدوره، يستعين بمساعدة عالم سابق تحول إلى خبير خوارق.